# Snorri Guðjónsson
Snorri Steinn Guðjónsson, född 17 oktober 1981 i Reykjavik, är en isländsk tidigare handbollsspelare (mittnia), numera handbollstränare. Han spelade 257 landskamper och gjorde 846 mål för Islands landslag. Han har också spelat för bland annat GOG Svendborg TGI (2007–2009) och AG Köpenhamn (2010–2012).

## Klubbar
Som spelare
- Valur (–2003)
- TV Großwallstadt (2003–2005)
- GWD Minden (2005–2007)
- GOG Svendborg TGI (2007–2009)
- Rhein-Neckar Löwen (2009–2010)
- AG Köpenhamn (2010–2012)
- GOG Håndbold (2012–2014)
- Sélestat AHB (2014–2015)
- USAM Nîmes (2015–2017)
- Valur (2017–2018)

Som tränare
- Valur (2017–2023)
- Islands herrlandslag i handboll (2023–)